# Морковь (род)
Морко́вь (лат. Dáucus) — род растений семейства Зонтичные (Apiaceae).
Морковь — двулетнее растение (редко одно- или многолетнее), в первый год жизни образует розетку листьев и корнеплод, во второй год жизни — семенной куст и семена.
Широко распространена, в том числе в средиземноморских странах, Африке, Австралии, Новой Зеландии и Америке.
В сельском хозяйстве выращивается морковь посевная (морковь культурная, рассматривается или как самостоятельный вид Daucus sativus, или как подвид моркови дикой — Daucus carota subsp. sativus) — двулетнее растение с грубым деревянистым беловатым или оранжевым корнем. Культурная морковь подразделяется на столовую и кормовую.

## Этимология
Слово морковь восходит к праслав. *mъrky, род. падеж *mъrkъve, а его латинское родовое название Daucus происходит от греческого слова δαῦκος, обозначавшего разные зонтичные растения. Это слово возводят к глаголу δαίω (daio) зажигать, что, вероятно, связано с едким вкусом плодов.

## Ботаническое описание

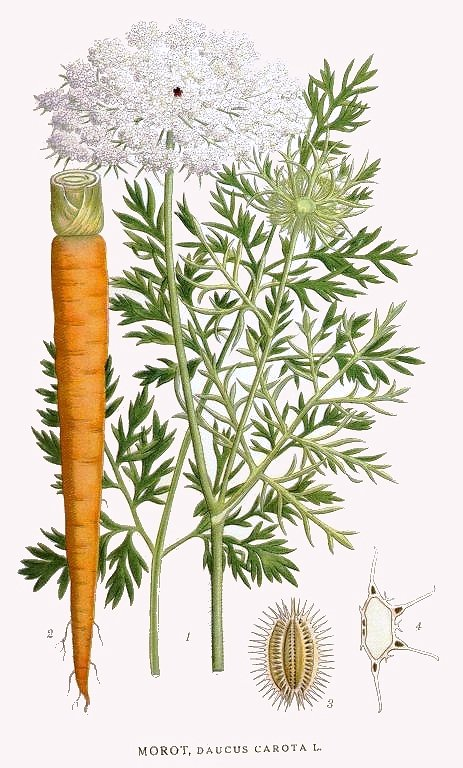
Морковь посевная.

Двулетние, редко однолетние или многолетние травы с многократно перисто-рассечёнными листьями.
Корнеплод мясистый, усечённо-конический, цилиндрический или веретенообразный, массой от 30—300 г и более.
Чашечные зубцы малозаметные, лепестки белые, красноватые или желтоватые, обратнояйцевидные, наверху выемчатые и в выемке с загнутой внутрь долькой, краевые лепестки в зонтичке заметно увеличенные.
Плод овальный или эллиптический.

## Химический состав
Используются корнеплоды (в пищу) и семена (для изготовления настоев, экстрактов).
В корнеплодах содержатся каротиноиды — каротины, фитоен, фитофлуен и ликопин; витамины В, В2, пантотеновая кислота, аскорбиновая кислота; флавоноиды, антоцианидины, сахара (3—15 %), жирное и в малом количестве эфирное масло, умбеллиферон; в семенах — эфирное масло, флавоновые соединения и жирное масло. В цветах содержатся антоциановые соединения и флавоноиды (кверцетин, кемпферол).

## Значение и применение

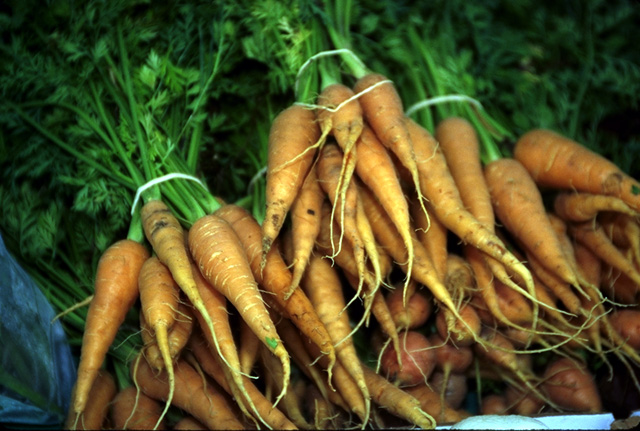

### В кулинарии
Корнеплоды культурной моркови используют в пищу в сыром и варёном виде для приготовления первых и вторых блюд, пирогов, маринадов, консервов и др. Из моркови получают пищевую добавку Е160a и морковный сок.

### В медицине и косметологии
В медицине морковь применяется при гипо- и авитаминозах. Способствует эпителизации, активирует внутриклеточные окислительно-восстановительные процессы, регулирует углеводный обмен.
Семена используются для получения лекарственных средств, например, даукарина, обладающего спазмолитическим действием, сходным с действием папаверина и келлина, расширяет коронарные сосуды; применяется при атеросклерозе, коронарной недостаточности с явлениями стенокардии. Из семян получают экстракты и эфирное масло для косметики и ароматерапии.
Долгое время считалось, что употребление в пищу моркови способствует улучшению зрения. Несмотря на то, что в моркови действительно содержится витамин A, который необходим для нормального развития зрительной системы, факт улучшения ослабленного зрения за счёт употребления моркови не подтверждён. Причиной этого заблуждения послужили активно распространяемые британцами во время Второй мировой войны слухи о том, что они кормят своих пилотов ВВС морковью, и якобы именно из-за этого британские военно-воздушные силы настолько успешны в своих ночных полётах и в поражении целей. В действительности же британское правительство стремилось таким образом скрыть факт использования радаров для этих целей.

## Классификация

### Таксономия[7]
Daucus L., 1753, Sp. Pl.: 242
Род Морковь относится к семейству Зонтичные (Apiaceae) порядка Зонтикоцветные  (Apiales). Кладограмма в соответствии с Системой APG IV:
|  |                                      |  |                                   |                                   |                     |  | ещё 6 семейств |               |               |                                                        |
|  |                                      |  |                                   |                                   |                     |  |                |               |               | 45 подтвержденных видов и 40 в статусе "непроверенных" |
|  |                                      |  |                                   | порядок Зонтикоцветные            |                     |  |                |               | род Морковь   |                                                        |
|  |                                      |  |                                   | порядок Зонтикоцветные            |                     |  |                |               | род Морковь   |                                                        |
|  | отдел Цветковые, или Покрытосеменные |  |                                   |                                   | семейство Зонтичные |  |                |               |               |                                                        |
|  | отдел Цветковые, или Покрытосеменные |  |                                   |                                   |                     |  |                |               |               |                                                        |
|  |                                      |  | ещё 63 порядка цветковых растений | ещё 63 порядка цветковых растений |                     |  |                | ещё 447 родов | ещё 447 родов |                                                        |
|  |                                      |  |                                   | ещё 63 порядка цветковых растений |                     |  |                |               | ещё 447 родов |                                                        |

### Виды
Полный список видов приведен на странице Виды рода Морковь
Наиболее известные таксоны:
- Daucus carota L. typus[1] — Морковь дикая
- Daucus carota subsp. sativus (Hoffm.) Arcang. — Морковь посевная

### Синонимы
- Agrocharis  Hochst.
- Ammiopsis  Boiss.
- Babiron  Raf.
- Ballimon
- Carota
- Caucaliopsis  H.Wolff
- Ctenodaucus  Pomel
- Durieua  Boiss. & Reut.
- Gynophyge  Gilli
- Heterosciadium  Lange ex Willk.
- Melanaton  Raf.
- Melanoselinum  Hoffm.
- Monizia  Lowe
- Pachyctenium  Maire & Pamp.
- Peltactila  Raf.
- Platydaucon  Rchb.
- Platyspermum  Hoffm.
- Pomelia  Durando ex Pomel
- Pseudorlaya  Murb.
- Rouya  Coincy
- Staflinus  Raf.
- Tiricta  Raf.
- Tornabenea  Parl.